# De Todo Meu Coração (álbum de Marcelo Nascimento)
De todo meu coração é o 1º álbum de estúdio do cantor brasileiro Marcelo Nascimento, lançado de maneira independente em 1995.

## Faixas
1. Um milagre em Jericó
2. Papai, amo você
3. Sofrer? Nunca mais
4. Jesus quer te transformar
5. De todo o meu coração
6. Rei Jesus
7. A glória de Deus vai descer
8. Santo

## Ficha Técnica
- Produção Musical: Tuca Nascimento
- Arranjos e regência: Tuca Nascimento
- Técnico: Elso Fernandes
- Mixagem: Elso, Agenir, Marcelo e Tuca Nascimento
- Gravado e mixado: Alfa Ecos Studio, no inverno de 1995